# ヴィッラバーテ
ヴィッラバーテ（イタリア語: Villabate）は、イタリア共和国シチリア自治州パレルモ県にある、人口約2万人の基礎自治体（コムーネ）。

## 地理

### 位置・広がり
パレルモ県のコムーネ。県都パレルモから東南東へ8kmの距離にある。

#### 隣接コムーネ
隣接するコムーネは以下の通り。
- フィカラッツィ
- ミジルメーリ
- パレルモ

## 行政

### 分離集落
ヴィッラバーテには、以下の分離集落（フラツィオーネ）がある。
- Ficarazzelli, Favara, Pomara